# Leioproctus rufus
Leioproctus rufus (eerder geplaatst in geslacht Trichocolletes) is een vliesvleugelig insect uit de familie Colletidae. De wetenschappelijke naam van de soort is voor het eerst geldig gepubliceerd in 1930 door Rayment.